# Lescure
Lescure (Okzitanisch: Era Escura) ist eine französische Gemeinde mit 483 Einwohnern (Stand: 1. Januar 2022) im Département Ariège in der Region Okzitanien; sie gehört zum Arrondissement Saint-Girons, zum Gemeindeverband Couserans-Pyrénées und zum Kanton Couserans Est. Die Einwohner werden Escurois/Escuroises genannt.

## Geografie
Lescure liegt rund 69 Kilometer südsüdwestlich der Stadt Toulouse im Westen des Départements Ariège. Die Gemeinde besteht aus dem Dorf Lescure, zahlreichen Weilern und Streusiedlungen sowie Einzelgehöften. Das Dorf Lescure liegt auf einer Anhöhe am Fluss Baup. Lescure liegt innerhalb des Regionalen Naturparks Pyrénées Ariégeoises. Weite Teile der Gemeinde sind Bergland und bewaldet. Höchster Punkt ist der Col du Clot du Pau im Südosten der Gemeinde. Die D117 von Foix nach Tarbes verläuft durch die Gemeinde.
Umgeben wird Lescure von den Nachbargemeinden Camarade im Norden, Clermont im Nordosten, Rimont im Osten und Südosten, Rivèrenert im Süden, Montjoie-en-Couserans im Südwesten und Westen sowie Montesquieu-Avantès im Nordwesten.

## Geschichte
Eine frühe Besiedlung belegen Funde aus gallo-römischer Zeit. Die Gemeinde wird erstmals als La Escura im Jahr 1183, eine Kirche Saint-Michel im Jahr 1195 und ein Schloss (castrum) im Jahr 1276 erwähnt. Im Mittelalter lag der Ort innerhalb der Provinz Couserans, die wiederum ein Teil der Provinz Gascogne war. Die Gemeinde gehörte von 1793 bis 1801 zum District Saint-Girons. Zudem war Lescure von 1793 bis 1801 im Kanton Rimont und von 1801 bis 2015 innerhalb des Kantons Saint-Girons. Die Gemeinde ist seit 1801 dem Arrondissement Saint-Girons zugeteilt. Die heutige Ausdehnung erreichte Lescure zwischen 1790 und 1794 mit der Vereinigung von Lescure und Saint Jean Dulcet.

## Bevölkerungsentwicklung
| Jahr                       | 1962 | 1968 | 1975 | 1982 | 1990 | 1999 | 2006 | 2019 |
| Einwohner                  | 512  | 451  | 387  | 385  | 388  | 461  | 492  | 493  |
| Quellen: Cassini und INSEE |      |      |      |      |      |      |      |      |

## Sehenswürdigkeiten
- ehemaliges Schloss
- Kirche Église de la Nativité-de-Notre-Dame in Lesure
- Kirche Saint-Jean in Serre de Saint-Jean
- Ruine der Kirche Notre-Dame aus dem 12. Jahrhundert in Noguès, seit 2012 ein Monument historique[1]
- Denkmal für die Gefallenen[2]